# Championnats d'Europe de triathlon 1987
Navigation
Édition précédente Édition suivante
Les championnats d'Europe de triathlon 1987 sont la troisième édition des championnats d'Europe de triathlon, une compétition internationale de triathlon sous l'égide de la fédération européenne de ce sport. L'épreuve est constituée de 1 000 mètres de natation, 45 kilomètres de vélo puis 10 kilomètres de course à pied. C'est la première épreuve internationale organisée sur le territoire français.
Organisé par la Fédération française de triathlon et la municipalité, l'édition se tient à Marseille et elle est remportée par le Néerlandais Rob Barel chez les hommes et par la Britannique Sarah Coope chez les femmes.

## Palmarès

### Hommes

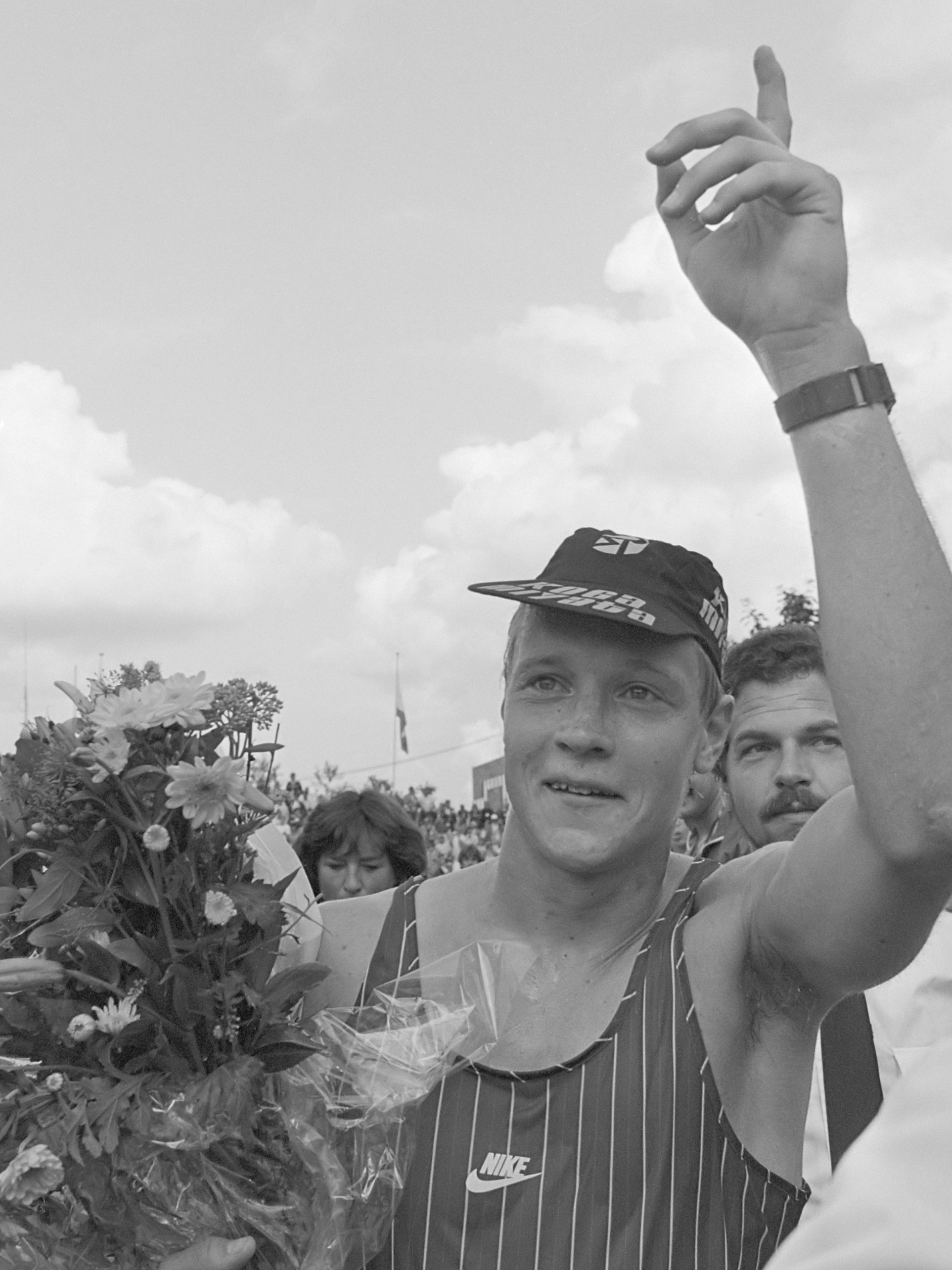
Rob Barel (1985), premier et triple champion d'Europe de triathlon.

| Rang               | Athlète              | Temps           |
| ------------------ | -------------------- | --------------- |
| Médaille d'or      | Rob Barel            | 1 h 58 min 12 s |
| Médaille d'argent  | Philippe Méthion     | 2 h 1 min 3 s   |
| Médaille de bronze | Karel Blondeel       | 2 h 1 min 22 s  |
| 4                  | Jürgen Zäck          | 2 h 2 min 2 s   |
| 5                  | Jean-Claude Cauchois | 2 h 2 min 29 s  |
| 6                  | Patrick Girard       | 2 h 3 min 0 s   |
| 7                  | Michel Gavet         | 2 h 3 min 2 s   |
| 8                  | Rainer Müller-Hörner | 2 h 3 min 31 s  |
| 9                  | Gabor Klöczl         | 2 h 3 min 37 s  |
| 10                 | Georges Belaubre     | 2 h 3 min 44 s  |

| Rang               | Nation               | Temps |
| ------------------ | -------------------- | ----- |
| Médaille d'or      | France               |       |
| Médaille d'argent  | Allemagne de l'Ouest |       |
| Médaille de bronze | Pays-Bas             |       |

### Femmes
| Rang               | Athlète          | Temps           |
| ------------------ | ---------------- | --------------- |
| Médaille d'or      | Sarah Coope      | 2 h 17 min 3 s  |
| Médaille d'argent  | Sarah Springman  | 2 h 20 min 39 s |
| Médaille de bronze | Chantal Malherbe | 2 h 22 min 21 s |
| 4                  | Simone Mortier   | 2 h 23 min 12 s |
| 5                  | Irma Zwartkruis  | 2 h 23 min 53 s |

| Rang               | Nation      | Temps |
| ------------------ | ----------- | ----- |
| Médaille d'or      | Royaume-Uni |       |
| Médaille d'argent  | France      |       |
| Médaille de bronze |             |       |